# Swans Way
Swans Way war eine experimentelle britische Pop-Band.

## Geschichte
Swans Way wurde 1982 in Birmingham gegründet und veröffentlichten im selben Jahr ihre erste Single Theme from the Balcony, die jedoch kein Erfolg wurde. Die zweite Single Soul Train erreichte 1984 Platz 20 der britischen Single-Charts. 1984 erschien auch das einzige Album der Band The Fugitive Kind, aus dem weitere Singles ausgekoppelt wurden, von denen sich lediglich Illuminations in den britischen Charts behaupten konnte.
Bassist Rick P. Jones und Perkussionistin/Sängerin Maggie De Monde trennten sich 1985 vom Sänger Robert Shaw und gründeten 1987 die Formation Scarlet Fantastic, die in den späten 1980er Jahren weitere Chart-Erfolge erreichte und nach wie vor aktiv ist.
Das Swans Way-Album The Fugitive Kind wurde in späteren Jahren mehrfach auf CD in unterschiedlichen Kopplungen neu veröffentlicht.

## Diskografie

### Alben
- 1984: The Fugitive Kind

### Singles
- 1982: Theme from the Balcony
- 1984: Soul Train
- 1984: The Anchor
- 1984: Illuminations
- 1984: When the Wild Calls